# Parafia Trójcy Świętej w Nieżychowicach
Parafia Trójcy Świętej w Nieżychowicach – rzymskokatolicka parafia należąca do  dekanatu Chojnice diecezji pelplińskiej. Erygowana w 1989. Do parafii należy 970 osób (2010).

## Terytorium parafii
Na obszarze parafii leżą miejscowości: Nieżychowice i Moszczenica